# Municipio de South Heidelberg
El municipio de South Heidelberg (en inglés: South Heidelberg Township) es un municipio ubicado en el condado de Berks en el estado estadounidense de Pensilvania. En el año 2000 tenía una población de 5.491 habitantes y una densidad poblacional de 154.1 personas por km².

## Geografía
El municipio de South Heidelberg se encuentra ubicado en las coordenadas 40°18′50″N 76°05′30″O / 40.31389, -76.09167.

## Demografía
Según la Oficina del Censo en 2000 los ingresos medios por hogar en la localidad eran de $57,417 y los ingresos medios por familia eran $66,618. Los hombres tenían unos ingresos medios de $44,471 frente a los $28,528 para las mujeres. La renta per cápita para la localidad era de $23,266. Alrededor del 6,1% de la población estaba por debajo del umbral de pobreza.